# Emmanuel III Delly
Emmanuel III Delly (em árabe مار عمانوئيل الثالث دلي) (Telkaif, 6 de outubro de 1927 - San Diego, 8 de abril de 2014) foi um cardeal católico sendo patriarca emérito Caldeu da Babilônia. Logo, ele era também líder da Igreja Católica Caldeia, que é uma das igrejas orientais autónomas sui iuris da Igreja Católica.
Foi nomeado cardeal pelo Papa Bento XVI no Consistório Ordinário Público de 2007, em 24 de novembro, sendo o segundo iraquiano a ser nomeado Cardeal na História da Igreja Católica, depois de Sua Beatitude Ignacio Gabriel I Tappouni, nomeado pelo Papa Pio XI.
Foi membro da Congregação para as Igrejas Orientais.
Faleceu em 8 de abril 2014, num hospital de San Diego, com 86 anos

## Referencias
1. ↑  Cardinal Delly, former Chaldean patriarch, dead at 86